# Bella Vista, Michoacán de Ocampo
Bella Vista är en ort i Mexiko.   Den ligger i kommunen Panindícuaro och delstaten Michoacán de Ocampo, i den centrala delen av landet, 290 km väster om huvudstaden Mexico City. Bella Vista ligger 1 926 meter över havet och antalet invånare är 292.
Terrängen runt Bella Vista är lite kuperad. Runt Bella Vista är det ganska glesbefolkat, med 43 invånare per kvadratkilometer. Närmaste större samhälle är Panindícuaro de la Reforma, 6,9 km öster om Bella Vista. I omgivningarna runt Bella Vista växer huvudsakligen savannskog.